# 알레포 성채

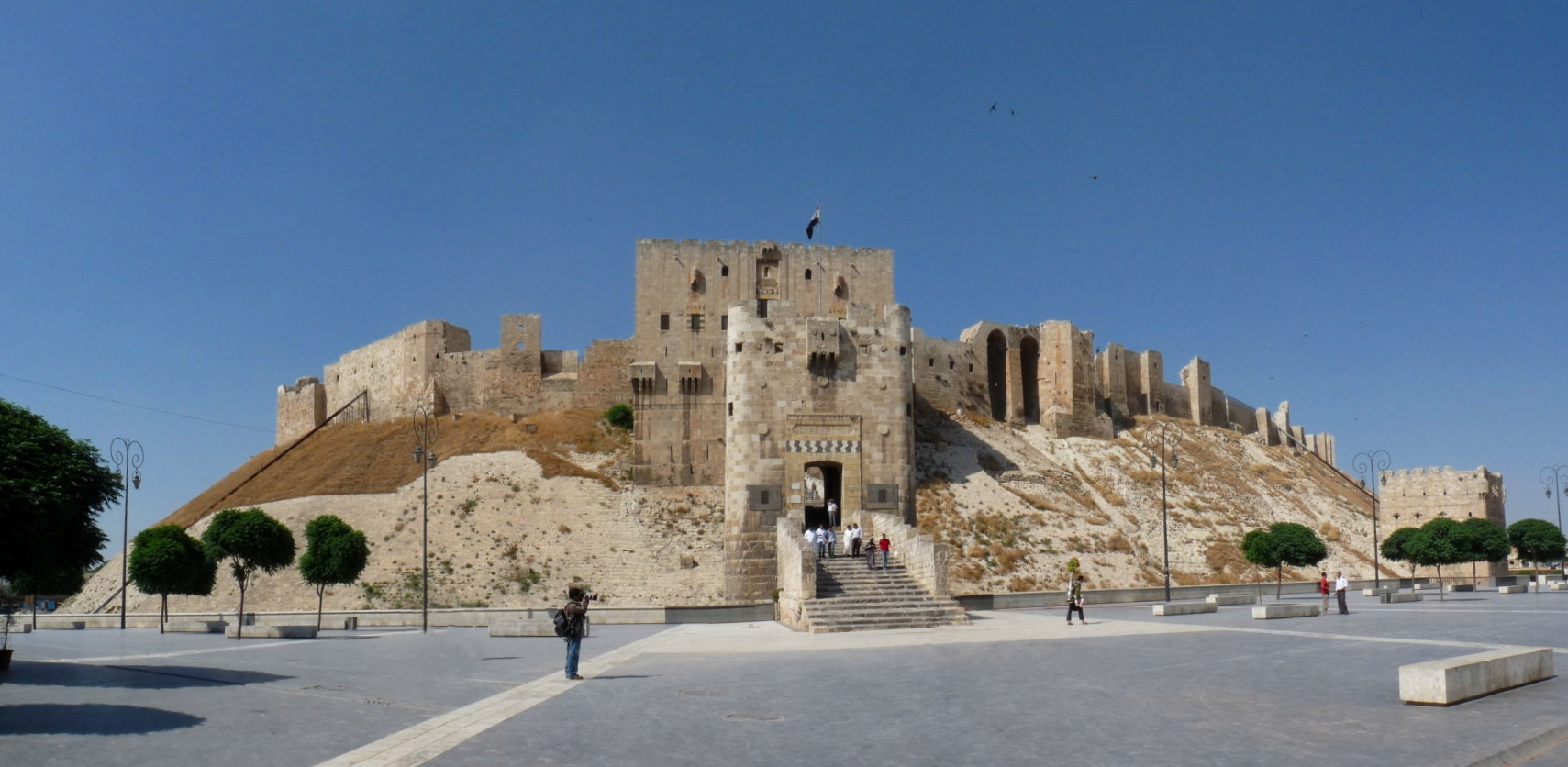

알레포 성채(아랍어: قلعة حلب, 로마자 표기: Qalʿat Ḥalab)는 시리아 북부 알레포 구시가지 중심부에 있는 대규모 중세 요새 궁전이다. 이 궁전은 세계에서 가장 오래되고 가장 큰 성 중 하나로 간주된다. 성채 언덕을 사용한 일은 적어도 기원전 3천년 중반으로 거슬러 올라간다. 그리스인, 아르메니아인, 로마인, 비잔틴인을 포함하여 시간이 지남에 따라 많은 문명에 의해 점령되었으며 오늘날 건축물의 대부분은 아이유브 술탄국 시대에 시작된 것으로 생각된다. 2000년대에 아가 칸 문화 신탁(Aga Khan Trust for Culture)이 알레포 고고학 협회(Aleppo Archeological Society)와 협력하여 광범위한 보존 작업을 진행했다. 도시를 장악하고 있는 이 성채는 1986년부터 유네스코 세계문화유산으로 지정된 알레포 고대 도시의 일부이다. 2010년대에 성채는 장기간의 알레포 전투로 인해 상당한 피해를 입었다. 2018년 초에 대중에게 다시 공개되었으며 손상된 부분을 수리하는 작업이 진행 중이다. 이 성채는 2023년 튀르키예-시리아 지진으로 인해 손상되었다.

## 역사
최근에 발견된 고대 폭풍의 신 하다드(Hadad)의 사원은 에블라(Ebla)와 마리(Mari)의 설형문자 문헌에 언급된 바와 같이 이 언덕이 기원전 3천년 중반까지 사용된 것으로 추정된다. 이 도시는 얌하드의 수도가 되었고 "하다드의 도시"로 알려졌다. 독일 고고학자 카이 콜마이어(Kay Kohlmeyer)가 발굴 중에 발견한 부조에서 알 수 있듯이 이 사원은 기원전 24세기부터 적어도 기원전 9세기까지 계속 사용되었다.
족장 아브라함은 성채 언덕에서 양떼의 젖을 짜냈다고 한다. 알레포를 중심으로 한 신히타이트 국가가 쇠퇴한 후, 아시리아인들이 이 지역을 지배했고(기원전 8~4세기), 신바빌로니아인과 페르시아인(539~333)이 뒤를 이었다.